# Wilczy Szaniec

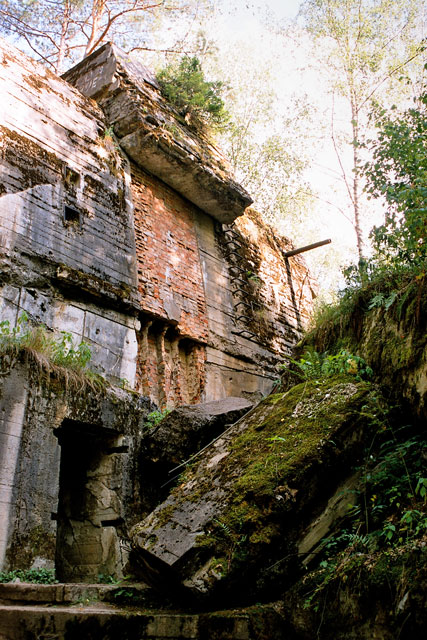
Największy obiekt kwatery. Grubość stropu można oszacować dzięki wejściu znajdującemu się w lewym-dolnym rogu zdjęcia.

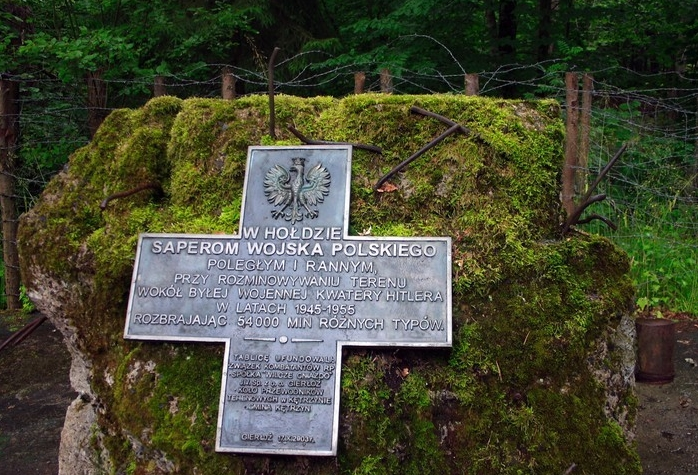
Krzyż upamiętniający polskich saperów, którzy zginęli bądź zostali ranni podczas odminowywania okolic Wilczego Szańca.

Wilczy Szaniec (niem. Wolfsschanze, pierwotna nazwa: Anlage Nord, Obiekt Północ) – w latach 1941–1944 kwatera główna Adolfa Hitlera (niem. Führerhauptquartier, FHQ) i Naczelnego Dowództwa Sił Zbrojnych (niem. Oberkommando der Wehrmacht, OKW) w lesie gierłoskim, na wschód od leżącej na skraju lasu wsi Gierłoż (wtedy Görlitz) i 8 km na wschód od Kętrzyna (obecnie w woj. warmińsko-mazurskim). Kwatera została wybudowana, aby Hitler mógł z niej dowodzić wojskami podbijającymi ZSRR.
20 lipca 1944 Claus von Stauffenberg i Werner von Haeften dokonali tu nieudanego zamachu na życie Hitlera.

## Kwatery główne Hitlera
W pierwszych dniach września 1939 r. została utworzona w Niemczech kwatera główna führera (Führerhauptquartier). Była ona ośrodkiem dowodzenia w czasie wojny. Nie miała swojej stałej siedziby. W zależności od sytuacji na froncie przenoszono ją w różne miejsca. W czasie wojny na terenie całej Europy Hitler miał osiem miejsc stacjonowania Kwatery Głównej, nie licząc Berlina i Obersalzbergu. Najdłużej mieściła się w Gierłoży (pod nazwą „Wolfsschanze” – „Wilczy Szaniec”), znacznie krócej w Winnicy na Ukrainie (pod nazwą „Werwolf”). W zachodnich Niemczech funkcjonowała niedaleko Bad Münstereifel (pod nazwą „Felsennest” – „Skalne Gniazdo”), później w Górach Schwarzwaldu (pod nazwą „Tannenberg”) i wreszcie koło Ziegenbergu (pod nazwą „Adlerhorst” – „Orle Gniazdo”). W Austrii działała w Monichkirchen, w Belgii w wiosce Brûly-de-Pesche (pod nazwą „Wolfsschlucht I” – „Wilczy Jar I”), a we Francji koło Soisson (pod nazwą „Wolfsschlucht II” – „Wilczy Jar II”).
W skład kwatery głównej wchodzili najważniejsi wojskowi i politycy: szef Naczelnego Dowództwa Sił zbrojnych Wilhelm Keitel, szef Sztabu Dowodzenia Wehrmachtu Alfred Jodl, kierownik kancelarii NSDAP Martin Bormann. Stale towarzyszyli Hitlerowi adiutanci i sekretarki. Nad działalnością kwatery czuwał jej komendant. Miejsce pobytu Hitlera stanowiło tajemnicę. Dlatego też kwatery leżały w lasach i były dobrze maskowane. Składały się w większości z żelbetowych schronów, lżejszych budynków z cegły i betonu i drewnianych baraków. Podczas wojny z Polską kwatera mieściła się w pociągu.

## Kwatery pomocnicze współpracujące z Kwaterą Główną
Z kwaterą główną współpracowały kwatery pomocnicze, rozlokowane w promieniu do 70 km od Wilczego Szańca. Wzdłuż linii kolejowej Kętrzyn – Węgorzewo (od Wilczego Szańca w kierunku Węgorzewa), w odległości 9 km, w lesie 1 km od szosy za Radziejami była kwatera Hansa Lammersa (kryptonim „Wendula”), dalej w odległości 21 km w Mamerkach – kwatera Naczelnego Dowództwa Wojsk Lądowych „Mauerwald” (niem. Oberkommando des Heeres, OKH) (kryptonim „Anna”). Przy linii kolejowej Giżycko – Węgorzewo, w lesie 27 km od Gierłoży obok Pozezdrza, znajdowała się kwatera o kryptonimie „Hochwald” Heinricha Himmlera. W pałacu w Sztynorcie, 21 km od Wilczego Szańca, miał kwaterę minister spraw zagranicznych III Rzeszy Joachim von Ribbentrop, na północ od Gołdapi, w lesie 65 km od Gierłóży, była kwatera Naczelnego Dowództwa Wojsk Lotniczych (niem. Oberkommando der Luftwaffe, OKL, kryptonim „Robinson”), nieco dalej na północ (już na terenie obecnej Rosji – obwód królewiecki), w Krasnolesiu, znajdowała się kwatera Hermanna Göringa. Göring miał w odległości 50 km kwaterę na terenie Puszczy Piskiej w Szerokim Borze (kryptonim tej kwatery „Breitenheide”), a od 1944 miał swój schron na terenie Wilczego Szańca. W Giżycku, w odległości 30 km, na terenie Twierdzy Boyen znajdowała się placówka wywiadu „Obce Armie Wschód” (kryptonim „Emma”) podporządkowana Reinhardowi Gehlenowi. Placówka Abwehry (wywiadu wojskowego), podporządkowana Wilhelmowi Canarisowi, miała siedzibę w Mikołajkach (kryptonim „Walli II”).

## Kwatera „Wilczy Szaniec”
„Wilczy Szaniec” przecinała linia kolejowa Kętrzyn – Węgorzewo i równoległa do niej szosa Gierłoż – Parcz. Kwatera miała powierzchnię 250 ha i otoczona była pierwotnie zasiekami, a następnie także polem minowym. Co kilkaset metrów ustawione były kilkunastometrowej wysokości drewniane wieże obserwacyjne, a na terenie suchym także betonowe stanowiska ckm.
Do kwatery prowadziły trzy strzeżone wartowniami wjazdy. Wartownia zachodnia znajdowała się na skraju lasu na wysokości majątku Gierłoż (niem. Gut Görlitz). Wartownia wschodnia położona była na szosie w polu, od strony wsi Parcz, około 300 m od aktualnej granicy lasu. Na południowy wschód od centrum, obok szosy Gierłoż – Parcz znajdowało się zapasowe lądowisko dla samolotów kurierskich. Jadąc na południe z centrum kwatery przejeżdżało się do wartowni południowej, a dalej do szosy Kętrzyn – Giżycko, za którą znajdowało się właściwe lotnisko kwatery w Wilamowie. Dodatkowo w centrum kwatery znajdowała się także tzw. wartownia oficerska, strzegąca wjazdu na teren pierwszej strefy oraz wartownia kolejowa na zjeździe z szosy na stację kolejową. Żadna z wartowni nie dotrwała do chwili obecnej, a jedynymi pozostałościami ich lokalizacji są kawałki dachówek. Oprócz ogrodzenia zewnętrznego, strefy zakazane I i II wygrodzone były około dwumetrowej wysokości płotem z siatki zwieńczonej drutem kolczastym, gdyż oprócz wjazdu do kwatery kontroli podlegał również ruch pomiędzy jej strefami.
Stała załoga „Wilczego Szańca” liczyła 2100-2200 osób – oprócz oficerów sztabowych, łączników i innych wojskowych także fryzjerów, kucharzy, lekarzy, stenografów, sekretarek itp. Załoga kwatery korzystała z obsługi medycznej w przeznaczonym na ten cel szpitalu w Karolewie.

Plan Wilczego Szańca:
UWAGA: Numeracja użyta w tym planie (tak jak ta zastosowana w Wilczym Szańcu i w przewodnikach o nim) nie odpowiada numeracji oryginalnej, zastosowanej przez Niemców.

## Wybór miejsca i budowa kwatery

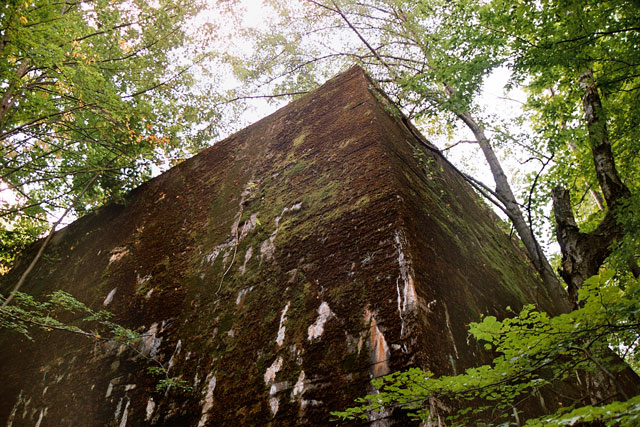
Jeden z mniej zniszczonych schronów na terenie kompleksu

Po pokonaniu Francji Hitler wydał rozkaz przygotowania planu wojny z ZSRR. Ogólną koncepcję tego planu przygotowywał w lipcu 1940 gen. Erich Marcks – szef sztabu 18 Armii, później we wrześniu 1940 plan rozwinął gen. Friedrich Paulus – szef oddziału operacyjnego Sztabu Generalnego Wojsk Lądowych. Obaj generałowie podlegali szefowi tego sztabu, gen. Franzowi Halderowi. 18 grudnia 1940 Hitler podpisał dyrektywę nr 21 – plan „Barbarossa”, który zakładał rozgromienie ZSRR w ciągu kilku miesięcy.
Wilczy Szaniec zlokalizowano w zachodniej części Giżyckiego Rejonu Umocnionego, między Giżyckim i Lidzbarskim Rejonem Umocnionym. Na szczegółową lokalizację zdaje się miał wpływ dr Fritz Todt, bywalec „Kurhausu” – domu wypoczynkowego w lesie gierłoskim. Kwatera położona była na terenie podmokłym i bagiennym. Kwatera Hitlera dodatkowo chroniona była przez rozmieszczone w najbliższej okolicy stanowiska obrony przeciwlotniczej i samoloty myśliwskie, które bazowały na lotniskach w promieniu do 100 km (lotnisko własne, lotnisko polowe w Giżycku, w miejscowości Szyba koło Ełku, koło Sępopola i w Królewcu). Kwatera leżała blisko granicy sowieckiej, a więc Hitler mógł przebywać blisko frontu i kierować działaniami wojennymi. Od wschodu naturalną przeszkodą był pas jezior mazurskich, w przesmyku między jeziorami była Twierdza Boyen w Giżycku. Całe Prusy były ufortyfikowane. Przed atakiem lądowym kwaterę zabezpieczały schrony w kierunku Giżycka i Węgorzewa, czuwało lotnictwo. Kwatera leżała ponadto na uboczu szlaków komunikacyjnych. Chroniły ją jeziora i bagna. Lasy liściaste były naturalnym maskowaniem. Istniejąca linia kolejowa ułatwiała komunikację. Hitler osobiście nadał kwaterze nazwę Wilczy Szaniec (Wolfsschanze). Wykorzystał do tego swój pseudonim Wilk (Wolf) z lat walki, którego używał od 1919 r. Słowo „wilk” znalazło się w nazwach trzech innych kwater Hitlera: Wilkołak (Werwolf), Wilczy Jar 1 (Wolfsschlucht) i Wilczy Jar 2 (Wolfsschlucht 2).
Prace budowlane według projektu inż. Behrensa z OT (głównego projektanta organizacji), wykonywane siłami Organizacji Todt, rozpoczęto późną jesienią 1940. Ukrywano je pod pozorem budowy zakładów chemicznych firmy zbrojeniowej Askania Werke z Berlina, a budowany obiekt oznaczano kryptonimami Askania Nord oraz Anlage Nord (równolegle powstawała z ramienia Organizacji Todta i pod szyldem firmy Askania kwatera Mauerwald w Mamerkach, a także kompleksy Askania/Anlage Süd na Pogórzu Strzyżowskim i Askania/Anlage Mitte pod Tomaszowem Mazowieckim). Część drobnych zleceń otrzymały prywatne firmy z Kętrzyna i Giżycka, natomiast zlecenia specjalistyczne – przedsiębiorstwa z całej Rzeszy. Budowa trwała praktycznie do końca 1944 roku (także w trakcie użytkowania kwatery). Jednorazowo pracowało tu 2–3 tys. osób. Prace prowadzono całodobowo. Dla całej budowy istniało tylko jedno stanowisko produkcji betonu, skąd systemem rurociągów doprowadzano go do betonowanego obiektu. Zatrudniano ludzi pewnych i zaufanych oraz robotników przymusowych różnych narodowości. Pracowali Polacy, Norwegowie, Francuzi i Rosjanie. Robotników OT zakwaterowano w Kętrzynie w barakach cukrowni, skąd byli dowożeni na budowę koleją i autobusami. Obóz pracy dla Norwegów znajdował się w miejscowości Parcz. Robotników często wymieniano. Nie pracowali dłużej niż pół roku, po czym Niemców przemieszczano na inne budowy, cudzoziemców – w większości do obozów koncentracyjnych, gdzie ginęli. Znane jest 17 nazwisk Polaków pracujących przy budowie. Wyliczono, że przy budowie pracowało ok. 20 tys. robotników. Większość materiałów dostarczano transportem kolejowym z głębi Niemiec (stal, cement, inne materiały). Materiały wyładowywano na stacji kolejowej, po czym kolejką wąskotorową podwożono je do miejsca budowy. Prac nie przerywano nawet zimą. Już w maju 1941 r. kwatera była gotowa na przyjazd Hitlera (strefa II). Koszt budowy obiektu do końca 1944 r. wyniósł ok. 36 mln marek.
Budowę kwatery prowadzono w trzech fazach:
| Standard | Żelbet | Pancerz |
| -------- | ------ | ------- |
| A        | 3,5 m  | 600 mm  |
| A1       | 2,5 m  | 420 mm  |
| B        | 1,5 m  | 250 mm  |
| B1       | 1 m    | 120 mm  |
| C        | 0,6 m  | 60 mm   |
| D        | 0,3 m  | 20 mm   |

- w latach 1940–1941 wybudowano kwaterę tymczasową – zakładano, że wojna na wschodzie potrwa kilka miesięcy. Na całość kwatery składało się kilka lekkich budowli betonowych klasy „B” lub „C”, drewniane baraki (barakami nazywano też budynki niebędące bunkrami, chociaż miały stalowe okiennice i niektóre z nich były murowane). W strefie I wybudowano obiekty dla A. Hitlera, M. Bormanna, feldmarszałka W. Keitla i innych osobistości III Rzeszy, a także pomieszczenia łączności, pomieszczenia dla adiutantów Hitlera i Wehrmachtu, OKW, lekarzy, ochrony oraz garaże i kotłownię. Rozbudowano sieć drogową i wybudowano bocznicę kolejową z rampą wyładunkową (przez obiekt biegła od 1907 r. linia łączącą Kętrzyn z Węgorzewem). Na łąkach za pobliskim Korolewem powstało lotnisko polowe. Postawiono ogromnej wielkości nieznane wówczas w Polsce baraki-namioty[5].
- w latach 1942–1943 nastąpiła rozbudowa istniejących budowli w bezpośrednim otoczeniu Hitlera oraz zwiększono ich liczbę na terenie kwatery. Do niektórych betonowych obiektów dobudowano poprawiające komfort drewniane aneksy. Ostatecznie ukształtował się także podział „Wilczego Szańca” na strefy użytkowe: I strefa zamknięta (lub zakazana), wyłącznie do użytku Hitlera i jego najbliższego otoczenia (na północ od linii kolejowej Kętrzyn – Węgorzewo), II strefa zamknięta (na południe od linii kolejowej) z komendantem kwatery. W południowo-wschodniej części kwatery znalazły się przedstawicielstwa wojsk lotniczych, marynarki wojennej, ministerstwa spraw zagranicznych i ministerstwa uzbrojenia. Wybudowano pomieszczenia biurowe, polepszające warunki pracy – baraki drewniane i obiekty z cegły. Stropy tych ostatnich wykonywano ze strunobetonu. Do tej kategorii budowli należały: schron dla gości, barak stenografów, kasyno, herbaciarnia, biuro gen. A. Jodla, kino oraz drewniane przybudówki do schronów Hitlera, Keitla, i wydziału personalnego OKW. W strefie II dobudowano m.in. węzeł łączności, pomieszczenie dla łączników sztabowych, ministerstwa spraw zagranicznych, marynarki wojennej, lotnictwa, A. Speera[5].
- od roku 1944 (po zbombardowaniu Peenemünde) istniejące schrony wzmacniano kolejnymi płaszczami żelbetu z przerwami przeciwodłamowymi (ściany do 4 m, a stropy do 8 m grubości). Obudowano w ten sposób schrony Hitlera (zakończony w październiku 1944), Bormanna, dla gości i węzeł łączności. Wybudowano nowe schrony według wymogów klasy „A”. Drewniane baraki obudowywano cegłami i strunobetonem[5].

Budowy formalnie nigdy nie ukończono, nie istnieje więc ostateczny obraz kwatery. Ten, który można aktualnie zwiedzać, powstał pod koniec 1944, jeżeli nie liczyć dodatkowych zniszczeń spowodowanych wysadzaniem niewypałów przez polskich saperów w okresie rozminowania.
Na terenie „Wilczego Szańca” znajdowało się około 80 obiektów o konstrukcji trwałej i około 100 baraków drewnianych. Najsolidniejsze schrony typu ciężkiego miały ściany o grubości 4–6 m i stropy do 8 m. Ze względu na wysoki poziom wód gruntowych zdecydowana większość obiektów na terenie Wilczego Szańca były budowlami typu naziemnego. Wyjątek stanowiły położone na wzniesieniach magazyny na żywność, na amunicję oraz podpiwniczenia na urządzenia techniczne (agregaty prądotwórcze, zbiorniki) pod schronem Hitlera i schronem łączności. Drogi dla samochodów były wykonane z asfaltu, betonu i bruku, a przejścia piesze – z utwardzonego piasku. Ściany niektórych schronów pokryte były tynkiem z domieszką trawy. Cała kwatera była starannie maskowana. Przy budowie starano się zachować istniejące drzewa, a ubytki w drzewostanie uzupełniano atrapami z rur pokrytych igielitową siatką imitującą liście. Wszystkie drogi i ścieżki były z góry przykryte siatkami maskującymi. Siatki były druciane z przywiązanymi do nich kawałkami plastiku imitującego liście i igliwie, odporne na ogień. Siatki umieszczano na drutach przeciągniętych od drzew do schronów oraz między drzewami. Siatki często wymieniano. Na schronach były ustawione sztuczne drzewa. Dachy budynków, pokryte warstwą ziemi, porastała trawa i młode drzewa. Ściany obiektów początkowo pokrywano zaprawą z domieszką trawy morskiej i zielonej farby, wiórów, tworzących chropowatą powierzchnię barwioną na zielono, do których w zimie łatwo przyklejał się śnieg.
W późniejszym okresie ściany tylko malowano w szaro-zielono-brązowe plamy. Skuteczność kamuflażu sprawdzana była okresowo za pomocą zdjęć lotniczych. Wszystkie drogi i ścieżki przykryte były siatkami maskującymi. Kwatera wyposażona była we wszystkie środki techniczne. Energia elektryczna dostarczana była liniami energetycznymi z lokalnej elektrowni. Na wypadek zagrożenia obiekt był wyposażony w agregaty prądotwórcze (diesle) oraz baterie akumulatorów. Ogrzewanie było centralne. Obiekt miał własne ujęcie wody oraz osadnik nieczystości. Posiadał bezpośrednie połączenie telefoniczne i radiowe z Berlinem oraz z pozostałymi punktami kierowania w Prusach. W pobliżu dworca znajdowała się bocznica kolejowa, na której stał specjalny pociąg Hitlera „Brandenburg” lub pociąg (wagon) kurierski, łączący kwaterę z Berlinem. Zarówno pociąg, jak i wagon specjalny stały pod przykryciem siatek maskujących. Z Gierłoży chodziły pociągi samobieżne, łączące Wilczy Szaniec z innymi stanowiskami kierowania. Ciężkie schrony stanowiły tylko zabezpieczenie na wypadek ataku lotniczego. Życie codzienne i praca odbywały się w schronach lekkich i barakach drewnianych.
Teren kwatery ogrodzony był dwukrotnie płotem z siatki drucianej, rozciągniętej w odległości 100–180 m. Wewnątrz między ogrodzeniami założone były pola minowe. Poszczególne strefy były ogrodzone siatką drucianą i drutem kolczastym oraz walcami Bruno. Do stref prowadziły bramy, przez które można było wejść za okazaniem przepustek specjalnych, zostawiając broń na wartowni.
Bezpieczeństwo zewnętrzne zapewniał Batalion Ochrony Führera (Führer Belgleit Bataillon). Był zmechanizowany i mógł podejmować szybkie interwencje, posiadał również środki przeciwlotnicze i przeciwpancerne. Ponadto niedaleko Gołdapi, ok. 70 km od kwatery, stacjonował batalion wojsk powietrznodesantowych, który mógł być zrzucony na spadochronach. Koło Insterburga (Czerniachowsk) stacjonował batalion strzelców desantowych. Komendantowi kwatery podlegała szkoła niszczycieli czołgów w Karolewie, batalion policji w Pozezdrzu i szkoła podoficerska w Orzyszu. Cały obszar o promieniu kilkudziesięciu kilometrów był nieustannie patrolowany. Za bezpieczeństwo wewnętrzne odpowiedzialny był także Batalion Ochrony Führera, który współpracował ze Służbą Bezpieczeństwa Rzeszy.

## Użytkowanie kwatery
Hitler przybył do Wilczego Szańca 24 czerwca 1941 i przebywał w nim z przerwami do 20 listopada 1944. 26 czerwca o świcie przybył specjalnym pociągiem rzut polowy Naczelnego Dowództwa Niemieckich Sił Zbrojnych (OKW). Ponieważ nie wszystkie obiekty były gotowe, część sztabu początkowo pracowała w pociągu stojącym na bocznicy (pociąg ten - lub jego część - stał na stałe na bocznicy pod przykryciem siatek maskujących). Siedziby najwyższych dostojników Rzeszy były początkowo w najstarszej, południowej części, w strefie II. Dopiero po wykończeniu prac budowlanych przeniesiono się do strefy I. Hitler spędził tutaj około 800 dni (po odliczeniu wyjazdów). W czasie użytkowania Wilczego Szańca Hitler najdłużej przebywał w kwaterze „Wehrwolf” koło Winnicy na Ukrainie (w okresie od lipca do października 1942 oraz od lutego do marca i w sierpniu 1943) oraz w swojej rezydencji Berghof w Berchtesgaden.
W I strefie zamkniętej obok Hitlera stale przebywali Martin Bormann (szef kancelarii NSDAP i sekretarz Hitlera), Wilhelm Keitel, Alfred Jodl, przedstawiciele poszczególnych rodzajów sił zbrojnych, stenografowie, przyboczni lekarze Hitlera, adiutanci i inni związani z obsługą sztabu głównego. Codzienne życie w kwaterze koncentrowało się wokół narad. Zwykle ok. godziny 12.00 odbywała się narada główna z omówieniem sytuacji na frontach, około godziny 18.00 odbywało się omówienie wydarzeń, jakie zaszły w ciągu dnia, a ostatnie spotkanie około północy.
Wilczy Szaniec odwiedzali przedstawiciele państw współpracujących z hitlerowskimi Niemcami (Bułgarii, Finlandii, Francji – premier rządu Vichy, Japonii, Rumunii, Słowacji, Włoch – kilkakrotnie Benito Mussolini). Do kwatery przybywali także podwładni Hitlera z terenów krajów okupowanych i Niemiec, w tym Hans Frank i Erich Koch.
W Wilczym Szańcu podejmowano najważniejsze decyzje związane z przebiegiem II wojny światowej. Tutaj w dniu 20 lipca 1944 Claus von Stauffenberg dokonał nieudanego zamachu na Hitlera.
Hitler opuścił Wilczy Szaniec w dniu 20 listopada 1944, gdy front zbliżył się niebezpiecznie blisko (wcześniej trwały już walki o pobliską Gołdap). Po opuszczeniu kwatery przez Hitlera wywieziono z obiektu całą dokumentację i ważniejsze urządzenia.
W dniach 21 i 22 stycznia 1945 Wilczy Szaniec użytkowany był przez sztab 4 Armii gen. Friedricha Hossbacha. Gen. Hossbach bez wiedzy Hitlera w dniu 22 stycznia 1945 wydał rozkaz wycofania wojsk niemieckich z rejonu Wielkich Jezior Mazurskich.
| Data          | Wydarzenie |
| ------------- | --- |
| 27–29.08.1940 | Płk Rudolf Schmundt – szef adiutantury Hitlera, dr Fritz Todt – minister uzbrojenia i amunicji, mjr Gerhard Engel – adiutant Hitlera przeprowadzili rekonesans lasu Gierłoż pod przyszłą kwaterę.                      |
| 15.11.1940    | Hitler wydał ostateczną decyzję budowy kwatery Gierłoż (po wizycie Mołotowa w Berlinie). |
| 24.06.1941    | O godzinie 3:45 w nocy Hitler przybył do „Wolfsschanze”. |
| 25.08.1941    | Benito Mussolini złożył pierwszą wizytę w Gierłoży. Po południu Hitler i Mussolini spotkali się w Mamerkach z oficerami Sztabu Generalnego OKH.                                                                        |
| Grudzień 1941 | Oddano do użytku lotnisko w Wilamowie. Przedłużono pas startowy, aby mogły lądować samoloty JU-52, 4-motorowe Focke-Wulfy 200 Condor, wybudowano hangary, stacje naprowadzania itp.                                    |
| 20.04.1942    | Uroczysty apel z okazji 53 urodzin Hitlera, w godz. 11-13 zaprezentowano nowy czołg PzKpfw VI Tiger na poligonie koło Kętrzyna (niem. Rastenburg).                                                                     |
| 16.07.1942    | Przetransportowanie kwatery w okolice Winnicy. |
| 01.11.1942    | Powtórne przeniesienie kwatery do Gierłoży. |
| 10.1943       | Decyzja o rozbudowie schronu Hitlera. |
| 23.02.1944    | Hitler ze sztabem OKW, OKH i OKL przenieśli się do Berghof w Berchtesgaden. |
| 14.07.1944    | Hitler wraz ze Sztabem OKW powrócili do Gierłoży. Berghof opuścili na zawsze. |
| 20.07.1944    | Płk Stauffenberg dokonał zamachu na Hitlera. Około godziny 15:00 do Gierłoży przyjechał Mussolini (ostatnie spotkanie). Hitler mianował gen. Guderiana szefem Sztabu Generalnego, a Himmlera dowódcą Wojsk Zapasowych. |
| 20.11.1944    | Hitler opuścił „Wilczy Szaniec” na zawsze. |
| 22.11.1944    | Feldmarszałek Keitel wydał rozkaz wysadzenia kwatery. |
| 27.01.1945    | Wojska 31 Armii gen. P. Szafranowa zajęły kwaterę. |

## Wizyty w Wilczym Szańcu

### Podwładnych Hitlera
- Hans Frank – 06.02.1944, m.in. rozmowy z Hitlerem, Bormannem, szefem prasy Rzeszy Dietrichem, feldmarszałkiem Keitlem i profesorem dr. Morellem.
- Joseph Goebbels
- Erich Koch
- Jürgen Stroop

### Przedstawicieli państw współpracujących zIII Rzesząlub neutralnych (alfabetycznie)
- Antonescu, Ion (marszałek) – Rumunia

11 lutego 1942: foto. źródło: Narodowe Archiwum Cyfrowe. [dostęp 2013-09-20]. (pol.).
10 stycznia – 13 stycznia 1943: foto. źródło: Narodowe Archiwum Cyfrowe. [dostęp 2013-09-20]. (pol.).
5 sierpnia – 6 sierpnia 1944: foto. źródło: Archiwum Fotograficzne Dziedzictwa Pruskiego. [dostęp 2013-09-20]. [zarchiwizowane z tego adresu (20 września 2013)]. (niem.).
- Borys III (car) – Bułgaria

24 marca 1942: foto. źródło: Archiwum Fotograficzne Dziedzictwa Pruskiego. [dostęp 2013-09-20]. (niem.).
14 sierpnia – 15 sierpnia 1942: foto. źródło: Archiwum Fotograficzne Dziedzictwa Pruskiego. [dostęp 2013-09-20]. [zarchiwizowane z tego adresu (20 września 2013)]. (niem.).
- Bose, Subhas Czandra (polityk niepodległościowy) – Indie

29 maja 1942: foto. źródło: Archiwum Fotograficzne Dziedzictwa Pruskiego. [dostęp 2013-09-20]. [zarchiwizowane z tego adresu (20 września 2013)]. (niem.).
- Bożiłow, Dobri (premier 43-44) – Bułgaria

5 listopada 1943: foto. źródło: Archiwum Fotograficzne Dziedzictwa Pruskiego. [dostęp 2013-09-20]. (niem.).
- Ciano, Galeazzo (minister spraw zagranicznych) – Włochy

25 października 1941: foto. źródło: Archiwum Fotograficzne Dziedzictwa Pruskiego. [dostęp 2013-09-20]. [zarchiwizowane z tego adresu (21 września 2013)]. (niem.).
18 grudnia 1942: foto. źródło: Archiwum Fotograficzne Dziedzictwa Pruskiego. [dostęp 2013-09-20]. (niem.).
- Csatay von Csatai, Lajos (Ludwik) (generał, minister wojny) – Węgry

17 sierpnia 1943: foto. źródło: Archiwum Fotograficzne Dziedzictwa Pruskiego. [dostęp 2013-09-20]. [zarchiwizowane z tego adresu (20 września 2013)]. (niem.).
- Erden, Ali Fuat (generał) – Turcja

28 października 1941 (w asyście gen. w st. sp. Erkilet, Hüseyin Hüsnü): foto. źródło: Archiwum Fotograficzne Dziedzictwa Pruskiego. [dostęp 2013-09-20]. (niem.).
- Gailani, Raszid Ali Al- (były premier) – Irak

15 lipca 1942: foto. źródło: Narodowe Archiwum Cyfrowe. [dostęp 2013-09-20]. (pol.).
- Gariboldi, Italo (generał) – Włochy

7 maja 1942: foto. źródło: Archiwum Fotograficzne Dziedzictwa Pruskiego. [dostęp 2013-09-20]. [zarchiwizowane z tego adresu (20 września 2013)]. (niem.).
- Graziani, Rodolfo (marszałek) – Włochy

październik 1943: foto. źródło: Archiwum Fotograficzne Dziedzictwa Pruskiego. [dostęp 2013-09-20]. (niem.).
- Horthy, Miklós (admirał) – Węgry

8 września – 9 września 1941 (w asyście gen. Szambathely’ego): foto. źródło: Narodowe Archiwum Cyfrowe. [dostęp 2013-09-20]. (pol.).
- Jany, Vitéz Gusztáv (generał) – Węgry

16 maja 1942: foto. źródło: Archiwum Fotograficzne Dziedzictwa Pruskiego. [dostęp 2013-09-20]. (niem.).
- Kállay de Nagy-Kálló, Miklós (premier) – Węgry

6 czerwca 1942: foto. źródło: Narodowe Archiwum Cyfrowe. [dostęp 2013-09-20]. (pol.).
- Kazuyoshi, Banzai alias Ichiro (generał-porucznik, attaché wojskowy '40-43) – Japonia

4 kwietnia 1942
- Koburg, Cyryl (książę, następca tronu) – Bułgaria

18 października – 19 października 1943: foto. źródło: Archiwum Fotograficzne Dziedzictwa Pruskiego. [dostęp 2013-09-20]. (niem.).
- Kvaternik, Slavko (fotozelny dowódca) – Chorwacja

21 lipca 1941: foto. źródło: Archiwum Fotograficzne Dziedzictwa Pruskiego. [dostęp 2013-09-20]. (niem.).
- Laval, Pierre (premier rządu Vichy) – Francja

19 grudnia 1942: foto. źródło: Archiwum Fotograficzne Dziedzictwa Pruskiego. [dostęp 2013-09-20]. (niem.).
- Łukasz, Konstantin/Константин Лукаш (generał, szef sztabu armii) – Bułgaria

8 grudnia 1941: foto. źródło: Archiwum Fotograficzne Dziedzictwa Pruskiego. [dostęp 2013-09-20]. (niem.).
- Luukkonen Fanni (kobieta, pułkownik) – Finlandia

26 maja 1943: foto. źródło: Archiwum Fotograficzne Dziedzictwa Pruskiego. [dostęp 2013-09-20]. (niem.).
- Mannerheim, Carl Gustaf (feldmarszałek) – Finlandia

27 czerwca – 28 czerwca 1942: foto. źródło: Archiwum Fotograficzne Dziedzictwa Pruskiego. [dostęp 2013-09-20]. [zarchiwizowane z tego adresu (20 września 2013)]. (niem.).
- Mayalde, Jose Finat y Escrivá de Romaní/José Finat y Escrivá de Romaní(inne języki) (Conde de Mayalde, ambasador w III Rzeszy) – Hiszpania

11 września 1941: foto. źródło: Archiwum Fotograficzne Dziedzictwa Pruskiego. [dostęp 2013-09-20]. (niem.).
- Michov, Nikoła Michaiłov/Никола Михайлов Михов (generał, minister wojny) – Bułgaria

8 stycznia 1943: foto. źródło: Archiwum Fotograficzne Dziedzictwa Pruskiego. [dostęp 2013-09-20]. [zarchiwizowane z tego adresu (20 września 2013)]. (niem.).
- Moscardó Ituarte, José (generał) – Włochy

7 grudnia 1941: foto. źródło: Archiwum Fotograficzne Dziedzictwa Pruskiego. [dostęp 2013-09-20]. (niem.).
- Mussolini, Benito – Włochy

25 sierpnia 1941: foto. źródło: Archiwum Fotograficzne Dziedzictwa Pruskiego. [dostęp 2013-09-20]. [zarchiwizowane z tego adresu (20 września 2013)]. (niem.).
28 sierpnia 1941: foto. źródło: Archiwum Fotograficzne Dziedzictwa Pruskiego. [dostęp 2013-09-20]. [zarchiwizowane z tego adresu (20 września 2013)]. (niem.).
14 września – 19 września 1943: foto. źródło: Archiwum Fotograficzne Dziedzictwa Pruskiego. [dostęp 2013-09-20]. (niem.).
20 lipca 1944: foto. źródło: Narodowe Archiwum Cyfrowe. [dostęp 2013-09-20]. (pol.).
- Nedić, Milan (generał, premier) – Serbia

18 września 1943: foto. źródło: Archiwum Fotograficzne Dziedzictwa Pruskiego. [dostęp 2013-09-20]. (niem.).
- Öhquist Harald (dowódca armii) – Finlandia

30 lipca 1941: foto. źródło: Archiwum Fotograficzne Dziedzictwa Pruskiego. [dostęp 2013-09-20]. [zarchiwizowane z tego adresu (20 września 2013)]. (niem.).
- Ōshima, Hiroshi (generał, ambasador w III Rzeszy) – Japonia

15 lipca 1941: foto. źródło: Archiwum Fotograficzne Dziedzictwa Pruskiego. [dostęp 2013-09-20]. [zarchiwizowane z tego adresu (20 września 2013)]. (niem.).
koniec lipca 1943: foto. źródło: Archiwum Fotograficzne Dziedzictwa Pruskiego. [dostęp 2013-09-20]. [zarchiwizowane z tego adresu (2013-09-20)]. (niem.).
4 września 1944: foto. źródło: Archiwum Fotograficzne Dziedzictwa Pruskiego. [dostęp 2013-09-20]. (niem.).
- Tiso, Józef (ksiądz katolicki, premier) – Słowacja

20 października 1941: foto. źródło: Archiwum Fotograficzne Dziedzictwa Pruskiego. [dostęp 2013-09-20]. [zarchiwizowane z tego adresu (20 września 2013)]. (niem.).
- Tovar de Lemos, Pedro (Conde de Tovar, dyplomata) – Hiszpania

11 września 1941: foto. źródło: Archiwum Fotograficzne Dziedzictwa Pruskiego. [dostęp 2013-09-20]. (niem.).
- Toydemir, Cemil Cahit(inne języki) – (Azer, generał) – Turcja

6 lipca 1943 (w asyście komitetu oficerów tureckich): foto. źródło: Archiwum Fotograficzne Dziedzictwa Pruskiego. [dostęp 2013-09-20]. [zarchiwizowane z tego adresu (20 września 2013)]. (niem.).

## Koniec „Wilczego Szańca” – wysadzenie

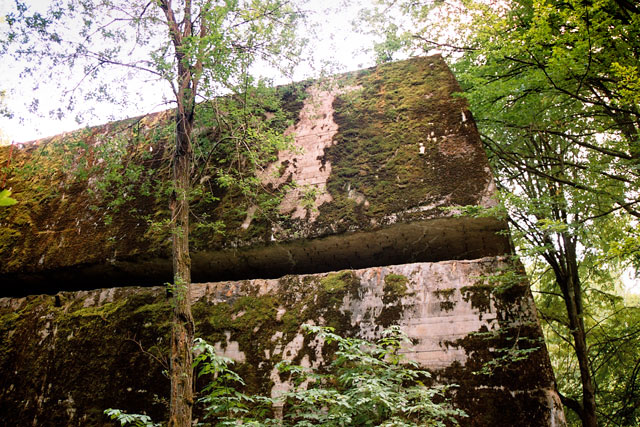
Masa ładunków wybuchowych użytych przez Niemców do zniszczenia schronów była olbrzymia. Na zdjęciu widać, że eksplozja podrzuciła kilkumetrowej grubości sufit ze zbrojonego betonu.

Wysadzenia obiektów na terenie Wilczego Szańca dokonali saperzy z Grupy Korpuśnej gen. Eduarda Hausera w nocy 24/25 stycznia 1945 po zajęciu przez Armię Czerwoną w dniu 24 stycznia 1945 pobliskiego Węgorzewa. Szacuje się, że na wysadzenie jednego schronu typu ciężkiego zużywano kilka ton trotylu lub melinitu. Według świadków fala uderzeniowa wybuchów spowodowała pękanie szyb w oknach domów odległego o 7 kilometrów Kętrzyna.

## Kwatera po wojnie

### Rozminowania

#### Rozminowanie pierwsze
Zniszczoną kwaterę w dniu 27 stycznia 1945 zajęły wojska 31 Armii gen. Piotra Szafranowa, a w dniu 14 lutego 1945 przybył tu pełnomocnik NKWD przy 3 Froncie Białoruskim gen. Wiktor Abakumow. Po podejściu 31 Armii pod Szaniec do działania przystąpili saperzy sowieccy. Rozpoznali i rozminowali arterie komunikacyjne na obiekcie i pozostawili Wilczy Szaniec nierozminowanym. W trakcie rozminowania nie stwierdzono min wewnątrz obiektu. Cały teren ok. 15 km² ogrodzony był przebiegającym w dwóch rzędach wysokim płotem z drutu kolczastego, wzmocniony drucianymi zasiekami. Na płotach powieszone były miny sygnalizacyjne. Przestrzeń między płotami o szerokości średnio 150 m na prawie całym obwodzie była zaminowana minami przeciwpiechotnymi, na kierunkach dostępnych dla czołgów – minami przeciwpancernymi. Rozpoznano na terenie obiektu 9 rodzajów min, z czego tylko 4 należały do typowego uzbrojenia niemieckiego. Pozostałe to miny kombinowane. Przeważały miny typu „S”, Stockmine, Schutzmine, TMi-42 i RMi-43. Gęstość minowania była bardzo duża, praktycznie niemożliwe było pokonanie przez piechura pasa 100–130 m, aby nie nastąpić na minę (do II wojny światowej nie było pola minowego o takiej gęstości). Miny ustawione były w systemie mieszanym. Zapora minowa składała się z min przeciwpiechotnych i przeciwpancernych. Część min była nierozbrajalna, a miny w opakowaniu szklanym były niewykrywalne urządzeniami saperskimi. Z tego powodu rozminowywanie było bardzo niebezpieczne, podczas którego zdarzały się wypadki śmiertelne i poważne zranienia. Z tych względów do likwidacji pola minowego użyto materiałów wybuchowych. Nie znano skomplikowanego systemu minowania, miny zamaskowane były wysoką trawą, roślinnością i krzakami. Oprócz tego cały obwód obiektu broniony był bronią maszynową, umieszczoną w schronach żelbetowych i drewnianych, oraz ogniowymi środkami przeciwlotniczymi. Wokół kwatery, poza linią lasu, ustawione były 6-metrowe wieżyczki strażnicze, ukryte pod siatkami maskującymi. Pierwsze rozpoznanie i prace wstępne przy rozminowaniu byłej kwatery Hitlera rozpoczął 46 batalion saperów. W lipcu 1945 na polecenie dowódcy 15 DPiech. gen. K. Kontryma, dowódca kompanii por. Zdzisław Gruszecki oraz chor. Łaszkiewicz z drużyną saperów dokonali rozpoznania zaminowania kwatery i rozpoznania pochówku jeńców francuskich w kwaterze (mogił jeńców nie stwierdzono). W 1945 r. nie przystąpiono jednak do rozminowania kwatery. Ważniejsze w tym czasie było sprawdzenie pól uprawnych i oczyszczanie zakładów przemysłowych. Rozminowania pola minowego (długości około 10 km, szerokości 80–100 m) otaczającego kwaterę dokonali polscy saperzy. W 1954 rozminowywaniem kierował przedwojenny oficer, późniejszy pułkownik Edmund Józefowicz (1913–1997) z Mazurskiej Brygady Saperów, który był absolwentem Szkoły Podchorążych Inżynierii z 1937, uczestnikiem bitwy pod Kockiem i więźniem obozu koncentracyjnego w Stutthofie (złapany po ucieczce z oflagu). Przy rozminowaniu ze zmiennym powodzeniem działały: 46 bsap z Olsztyna w 1946 i 1947 r. i po dwuletniej przerwie w latach 1950–1951, 1 bsap 1 DP od strony północnej i 4 bsap 3 DP od strony południowej oraz 75 bsap z Giżycka, a także w 1952 i 1953 r. 47 bsap z Gdańska.

#### Rozminowanie drugie
Zasadniczego postępu prac przy rozminowaniu dokonała w 1952 r. 2 Ciężka Brygada Saperów z Kazunia. Wysłana tam wiosną 1952 r. kompania saperów por. Widłaka miała za zadanie rozszyfrowanie systemu minowania. Dokonując rozminowania ręcznego odcinka ok. 100 m, por. Widłak rozszyfrował system minowania po zdjęciu 1100 min, w większości przeciwpiechotnych. Skierowana tam jesienią kompania zwiadu i 2 bsap brygady (128 saperów), dysponując tym schematem, zniszczyły przy pomocy prawie 13 ton materiałów wybuchowych 1740 min przeciwpancernych i przeciwtransportowych oraz 4226 min przeciwpiechotnych. Od 8 kwietnia do 4 lipca 1953 rozminowanie prowadził 2 batalion, od którego zadanie przejął 1 batalion, który prowadził prace do 30 września. Oczyszczane metodą wybuchową ziemie orne we wschodniej części obiektu przeorywano za pomocą traktora bez traktorzysty. 2 CBSap w 1953 r. zdjęła i zniszczyła 4727 min „S”, 2850 przeciwpiechotnych min kombinowanych o wadze 1 kg, 6255 min ppanc TMi-42, 6271 min przeciwtransportowych RMi-43, 1069 kombinowanych min ppanc o wadze 4 kg, 437 min przeciwpiechotnych typu „Glassmine” i 23 alarmy minowe. Razem wydobyto i zniszczono w 1953 r. 22832 miny. Ogółem 2 CBSap unieszkodliwiła ponad 30 tys. min. W trakcie prac zginęło w latach 1952–1953 dwóch saperów. 27 września 1953 r. dowódca brygady mjr Piotr Łozicki przekazał władzom miejscowym 48 ha gruntów ornych i 9 ha łąk na terenie byłego Wilczego Szańca.
W latach 1954–1955 na dokończenie rozminowania skierowano kompanię batalionu 5 BSap i dwa plutony szkolne pod dowództwem mjr. Gruka. Od 1 kwietnia do 10 maja saperzy 5 BSap zdjęli 18 tys. min. Saperzy Szkoły Podoficerskiej wnieśli w rozminowanie określony wkład. Dowódcami grup rozminowania byli ówcześni dowódcy Szkoły: w 1954 kpt. Władysław Zapłatyński, a w 1955 por. Cebo. Rozminowywano głównie tereny leśne wokół kwatery, zaminowane tzw. minami skaczącymi, które po zahaczeniu rozrywały się na wysokości około 1 metra i raziły żywe cele. Na powierzchnie wystawały (czasami) 3 druciki zapalnika (wąsy). Zadaniem saperów było ustalenie miejsca zakopania miny, odkrycie jej, przyłożenie kostki trotylu, podłączenie zapalnika elektrycznego i zdetonowanie. Z uwagi na niebezpieczeństwo min nie wolno było wydobywać. Zakaz ten nie zawsze był przestrzegany i doszło do jednego śmiertelnego wypadku. Po zakończeniu rozminowania część saperów odznaczona została Krzyżami Zasługi, inni awansowani na wyższy stopień wojskowy, a wszyscy otrzymali odznaki „Zasłużony Saper”.
Przekazanie terenu po całkowitym rozminowaniu Wilczego Szańca nastąpiło 29 października 1955. Przy rozminowaniu w latach 1945–1947 i 1950–1955 pracowali saperzy pododdziałów z siedmiu różnych jednostek. W latach 1953–1955 unieszkodliwiono 54 tys. min i ok. 200 tys. amunicji. Zginęło 3 saperów.

### Wypadki z udziałem ludności cywilnej
W okresie do zakończenia pierwszej akcji rozminowywania doszło do kilku nieszczęśliwych wypadków, związanych z mniej lub bardziej świadomym dostawaniem się na jej teren. Na przykład jedno z pierwszych tego rodzaju wydarzeń miało miejsce 13 października 1946 roku. Miejscowy osadnik – Józef Świdziński, wszedł na jej teren w poszukiwaniu zaginionych koni. Nastąpił na minę, która go ciężko poraniła. Zorganizowana przez rodzinę (2 osoby) wyprawa ratunkowa, z udziałem trzech członków miejscowej Milicji Obywatelskiej, zakończyła się tragicznie. Wszyscy zginęli od dalszych wybuchów min.

### Kwatera do czasu utworzenia Muzeum
W kwaterze pozyskiwano różne materiały (rury, kable, kostkę brukową) i wywożono całe baraki m.in. do Warszawy na Jelonki. Baraki z „Wilczego Szańca” służyły jako hotele robotnicze dla budowniczych Pałacu Kultury i Nauki, a później jako akademiki.

### Muzeum „Wilczy Szaniec”

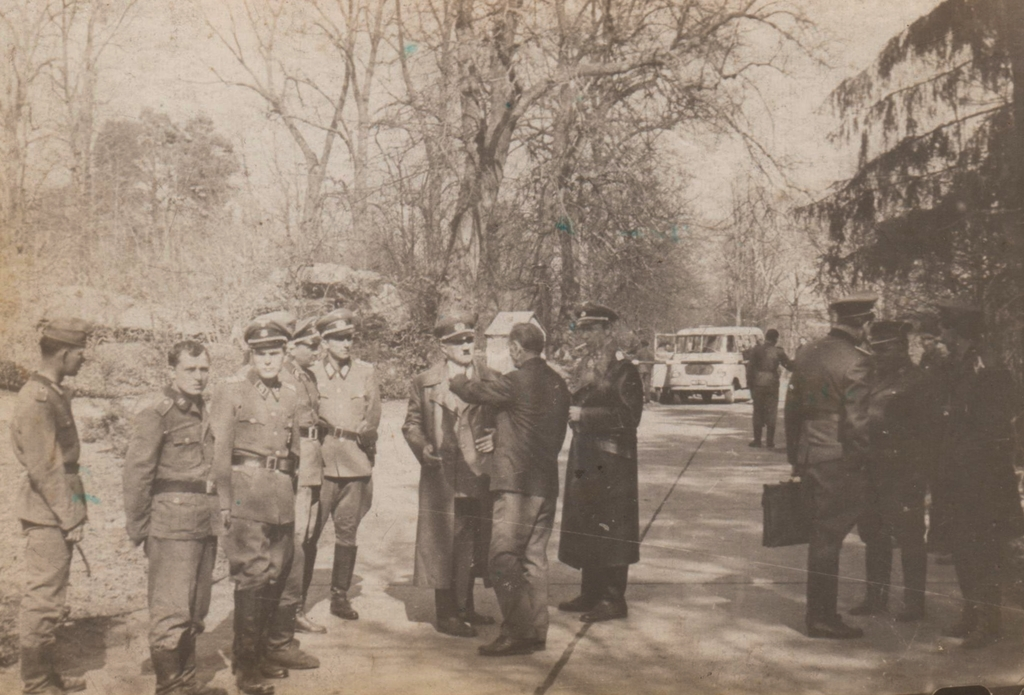
W 1968 na Wilczy Szaniec był planem do filmu pt. „Wyzwolenie”, w reżyserii Jurija Ozierowa, sceny zamachu na Hitlera. Na zdjęciu asystent reżysera rozmawia z aktorem Fritzem Diezem (rola Adolfa Hitlera), obok Fritza Dieza stoi Marian Proszyk (adiutant, oficer Wehrmachtu)

Wilczy Szaniec udostępniony został do zwiedzania w 1959, chociaż jeszcze przed zakończeniem rozminowania kwaterę nieoficjalnie zwiedzały różne osobistości, np. w 1947 kardynał August Hlond. Zwiedzający mogli oglądać tylko ruiny schronów, nieliczne zachowane plany ich rozmieszczenia i (od 1992) tablicę pamiątkową informującą o nieudanym zamachu na Hitlera. Kompleks zwiedzany był przez 180–200 tys. turystów rocznie, a w II dekadzie XXI wieku liczba ta wzrosła do 300 tys.
20 lipca 1992, w rocznicę zamachu na Hitlera, uroczyście odsłonięto tablicę pamiątkową ku czci Clausa von Stauffenberga. Tablica powstała z inicjatywy Ambasadora Republiki Federalnej Niemiec, dr. Franza Bertelego. W uroczystości odsłonięcia tablicy uczestniczyło trzech synów Stauffenberga.
17 października 2003 w Wilczym Szańcu odsłonięto tablicę upamiętniającą saperów, którzy zginęli w czasie rozminowywania kwatery. Przy tablicy ustawiono atrapy min betonowych na wzór oryginału z Muzeum w Owczarni.
W 2017 obiekt zmienił właściciela, który ograniczył komercyjne wykorzystanie obiektu na rzecz funkcji muzealnej, Zamknięto m.in. prowadzoną przez prywatnego dzierżawcę strzelnicę w ruinach schronu generała Alfreda Jodla, zakazano uprawiania paintballu, a w zamian pojawiły się tablice informujące o przeznaczeniu poszczególnych obiektów, wystawa broni z okresu II wojny światowej, wystawa o powstaniu warszawskim oraz multimedialne aplikacje dla zwiedzających. W 2019 planuje się zrekonstruowanie baraku z salą narad sytuacyjnych, w którym 20 lipca 1944 roku dokonano nieudanego zamachu na Adolfa Hitlera, a po którym pozostały tylko fundamenty. Projekt odbudowy przewiduje odtworzenie wystroju obiektu przed wybuchem bomby, a wokół stołu z mapami znajdą się manekiny przedstawiające wszystkich uczestników historycznej narady tak, aby zwiedzający mieli wrażenie, że są naocznymi świadkami historii. Ponadto powstanie oświetlona ścieżka prowadząca turystów przez wszystkie obiekty, co pozwoli na ich zwiedzanie także nocą.
Do 2024 planowane jest ponadto uruchomienie hotelu z salą konferencyjną i centrum dla zwiedzających w odremontowanych budynkach koszar oficerów SS.

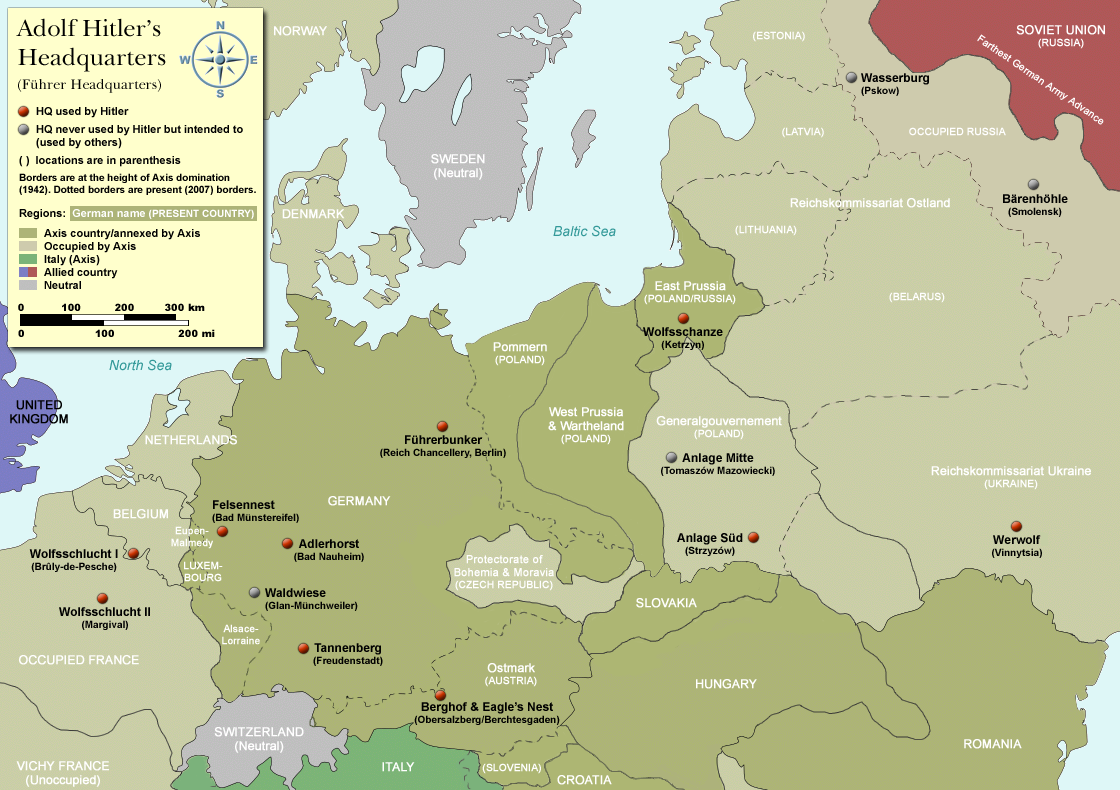
Lokalizacja Wilczego Szańca na tle innych kwater Hitlera (FHQ)